# (23999) Rinner
(23999) Rinner – planetoida z pasa głównego asteroid okrążająca Słońce w ciągu 3,76 lat w średniej odległości 2,42 j.a. Odkrył ją Laurent Bernasconi 9 września 1999 roku w Saint-Michel-sur-Meurthe. Nazwa planetoidy pochodzi od Claudine Rinner (ur. 1965) – francuskiej astronom amator.